# Does Your Yak Bite?
Does Your Yak Bite? is het tweede muziekalbum van de Britse muziekgroep Yak. Hun eerste album, Dark Side of the Duck, dat alleen via internet te koop was, verkocht redelijk voor dat soort albums, de band wilde daarmee verder. De band ging een aantal dagen jammen en kwam met Does Your Yak Bite? Het bevat voorgecomponeerde en geïmproviseerde muziek. De eerste personeelswisseling was er ook; Sy Snell, de originele basgitarist, kon geen tijd vrijmaken (het waren nog amateur-musici) en Max Johnson nam zijn plaats in. Het is een vroege aanloop naar het uiteindelijke muziekalbum The Journey of the Yak. Het album is alleen bij de band zelf verkrijgbaar; opbrengsten gaan naar een dierenasiel. De eindklank klinkt nog ruw en ongepolijst, maar is beter dan van een demo.
De titel van het album lijkt te verwijzen naar een scène die Peter Sellers speelde als Inspecteur Clouseau in een hotelletje: hij vraagt aan de bediende: "Does your dog  bite?" Waarop de hotelbediende zegt: "No." Clouseau wordt vervolgens wel gebeten; reactie van de hotelier: "That is not my dog." Film: The Pink Panther Strikes Again.

## Musici
- Robin Hodder – gitaar, Binsen Echorec
- John Wynn – slagwerk
- Max Johnson – basgitaar
- Martin Morgan – toetsinstrumenten

## Tracklist
| Nr. | Titel                     | Duur |
| --- | ------------------------- | ---- |
| 1.  | Himalaya                  |      |
| 2.  | The road goes ever on     |      |
| 3.  | The Battle of Pogles Wood |      |
| 4.  | Leylines of Yak           |      |
| 5.  | Yak’s bolero              |      |
| 6.  | Wokadic Wah               |      |
| 7.  | Aragorn                   |      |

## Bron
- de compact disc
- citaat Pink Panther.